# Santa Maria in Legarano
Santa Maria in Legarano è una frazione del comune di Casperia in provincia di Rieti. A circa 1 km dalla frazione è situata l'antica chiesa di Santa Maria, alla quale era annesso un monastero dei seguaci del beato Colombano, oggi proprietà privata.
Costruita su resti visibili (pavimenti musivi, fondamenta, sculture e mura di costruzione visibilissime) di una villa romana, Santa Maria in Legarano, eretta in una rettoria, per coadiuvare l'arciprete nella cura delle anime e udire le confessioni fu, in ogni tempo, oggetto di molta venerazione nei popoli circonvicini per una miracolosa Immagine di Maria Vergine.

## Aspetto e vicende
Alla sinistra dell'ingresso, di proprietà privata, vi è un vasto salone dove si trova il grande dipinto del “Giudizio universale” dei fratelli Torresani veronesi (1561), autori fra l'altro di un dipinto simile a Rieti nell'oratorio di San Pietro martire.
La chiesa presenta l'altare maggiore del XV secolo. Su di esso vi è un trittico in un'apposita nicchia: nella parte centrale di essa sta la statua in legno policromo di Santa Maria Leva Pene, opera firmata da Carlo dall'Aquila, dell'anno 1489.
Due santi dipinti su tavola, rappresentanti San Sebastiano e San Giovanni Battista, occupano gli sportelli laterali del trittico: autore delle tavole è Antoniazzo Romano. È considerata opera di maniera. Il dipinto di San Sebastiano è interessante dal punto di vista anatomico ed del colore.
Sull'altare, il ciborio della fine del Quattrocento, ha nella porticina la figura ad alto rilievo di San Giovanni Battista.
Nella cappella sinistra due grosse statue in terracotta rappresentano la Vergine in ginocchio e San Giuseppe: dovevano far parte di un “Mistero”.
Le statue sono policrome ed assai interessanti: più bella la figura della Vergine dalla dolce espressione, di larga fattura e dalle mani accuratamente modellate.
Si ritiene che le due statue fossero parti “del bellissimo e devoto” presepio, descritto dalle visite pastorali dei cardinali Paleotti e Corsini.
La chiesa possedeva una bellissima transenna in legno: fu asportata e tenuta in consegna dal Ministero della Educazione Nazionale.
Nell'anno 1686 la chiesa fu restaurata per interessamento del cardinale vescovo di Sabina, Carlo Pio di Savoia. Un'epigrafe, sul pavimento della chiesa, dinanzi all'altare maggiore, ricorda il sacerdote professore di Teologia fra Giovanni Battista De Filippis di Monterotondo.